# Benjamin Alíre Sáenz
Benjamin Alíre Sáenz (* 16. srpna 1954) je americký prozaik, básník, autor knih pro děti a mládež.

## Život
Autor se narodil v Las Cruces v Novém Mexiku v roce 1954. Studoval na mnoha univerzitách zahrnujíce univerzitu v Lovani v Belgii, univerzity v Texasu a v Iowe a také Stanfordovu univerzitu, kde se věnoval poezii. Zde také absolvoval doktorské studium americké literatury. Studoval také filozofii, dějiny umění, teologii, tvůrčí psaní a literární studia se zaměřením na americkou poezii 20. století.
Sáenz je od roku 1992 členem fakulty univerzity v Texasu v El Pasu. Je členem PEN klubu a Akademie amerických básníků. V 54 letech se autor přiznal k homosexuální orientaci. Dlouho dobu měl problémy se svou vlastní sexualitou. Jako chlapec byl autor navíc zneužíván, tudíž myšlenka, že by měl žít s mužem, pro něj byla nepřípustná. Právě psaní knihy Aristoteles a Dante objevují záhady vesmíru o dvou homosexuálních chlapcích pro něj byla jakási forma terapie. Sám si vyčítá, že měl příliš dlouhou dobu strach.

## Tvorba
Jeho první sbírka poezie Calendar of Dust byla oceněna Americkou knižní cenou v roce 1991. Následující rok byl oceněn Lannan Literary Poetry Fellowship. Jeho druhá sbírka básní Dark and Perfect Angels vyhrála Jihozápadní knižní cenu. V roce 2003 následovala třetí kniha poezie s názvem Elegies in Blue, v roce 2006 Dreaming the End of War a v roce 2010 The Book of What Remains.
Autor je také beletristou. Jeho první sbírka krátkých povídek Flowers for the Broken vyšla v roce 1992. První kritikou uznávaný román Carry Me Like Water byl publikován v roce 1995 a oceněn Jihozápadní knižní cenou. Tento román byl rovněž znovu vydán a v roce 2006 získal Latinskou literární cenu za nejlepší román. Tento román byl přeložen do holandšťiny a němčiny. Jeho druhý román The House of Forgetting byl vydán o dva roky později a přeložen opět do němčiny a francouzštiny. V roce 2006 vydal svůj třetí román s názvem In Perfect Light, který byl rovněž přeložen do španělštiny. Jeho čtvrtý román Names on a Map byl vydán v roce 2008.
Sáenz také vydal čtyři dvojjazyčné dětské knihy: A Gift From Papa Diego (již ve svém šestém vydání), Grandma Fina's Wonderful Umbrella, A Perfect Season for Dreaming (v roce 2008 dostala kniha ocenění za nejlepší dětskou knihu) a The Dog Who Loved Tortillas.
První román pro mládež Sammy & Juliana v Hollywoodu byl publikován v roce 2005. Kniha byla pro svůj úspěch oceněna mnoha cenami včetně Americké knižní ceny a Patersonovy ceny. Román byl také jmenován jedním z deseti nejlepších románů pro mládež Americkou knižní asociací a stal se také jednou z nejlepších knih roku. Kniha je také v audio podobě. Jeho druhá kniha pro mládež He Never Said Goodbye získala v roce 2009 Cenu Tomase Rivera. Román z roku 2008 Last Night I sang to the Monster získal kritické uznání Simon and Shuster. Jeho poslední román pro mládež, který vyšel v českém vydání, se jmenuje Aristoteles a Dante objevují záhady vesmíru.

## Díla
Autorova díla doposud nevyšla v českém jazyce. Výjimkou je jediné dílo pro mládež přeložené do češtiny, a to román Aristoteles a Dante objevují záhady vesmíru.

### Poezie
- Calendar of Dust
- Dark and Perfect Angels
- Elegies in Blue
- Dreaming the End of War
- The Book of What Remains

### Romány
- Carry Me Like Water
- The House of Forgetting
- In Perfect Light
- Names on Map

### Knihy pro mládež
- Sammy and Juliana in Hollywood
- He Forget to Say Goodbye
- Last Night I Sang to the Monster
- Aristoteles a Dante objevují záhady vesmíru – příběh o dvou chlapcích, kteří jsou zcela odlišní. Dante umí plavat, je sebejistý, nevyzná se v umění, zato se ve všem vyzná a má svůj specifický pohled na svět. Aristoteles neumí plavat, nevěří si a pomalu reaguje, je naštvaný na svět. Kluci se seznámí na koupališti a ze samotářů se stanou dva přátelé, jejichž přátelství je neobyčejné. Zjistí o sobě věci, které vůbec netušili a právě tohle přátelství je posunuje ve svém osobním vývoji dopředu.[4] Podle magazínu Kirkus pomalé tempo příběhu a dokonalé rozdíly v charakteru postav posilují autorův dar pro vytvoření dojemné prózy.[5]
- The Inexplicable Logic of My Life

### Knihy pro děti
- A Gift from Papa Diego
- Grandma Fina and Her Wonderful Umbrellas
- A Perfect Season for Dreaming
- The Dog Who Loved Tortillas